# Quá trình r
Quá trình bắt neutron nhanh, hay còn gọi là quá trình r, là một tập hợp các phản ứng hạt nhân mà trong vật lý thiên văn hạt nhân chịu trách nhiệm tạo ra khoảng một nửa số hạt nhân nguyên tử nặng hơn sắt; "các phần tử nặng", với nửa còn lại được tạo ra bởi quá trình p và quá trình s. Quá trình r thường tổng hợp các đồng vị ổn định giàu neutron nhất của mỗi nguyên tố nặng. Quá trình r thường có thể tổng hợp bốn đồng vị nặng nhất của mọi nguyên tố nặng và hai đồng vị nặng nhất, được gọi là hạt nhân chỉ r, tức là chỉ có thể được tạo thông qua quy trình r. Đỉnh cực đại cho quá trình r xảy ra gần các trọng lượng nguyên tử A = 82 (các nguyên tố Se, Br và Kr), A = 130 (các yếu tố Te, I và Xe) và A = 196 (các yếu tố Os, Ir và Pt).
Quá trình r đòi hỏi một chuỗi các neutron bắt giữ nhanh chóng (rapid- nhanh) bởi một hoặc nhiều hạt nhân nặng, thường bắt đầu bằng các hạt nhân trong cực đại phong phú tập trung vào <sup id="mwNQ">56</sup>Fe. Việc bắt giữ phải nhanh chóng theo nghĩa các hạt nhân không được có thời gian trải qua quá trình phân rã phóng xạ (thường là thông qua phân rã β-) trước khi bắt được một neutron khác. Trình tự này có thể tiếp tục đến giới hạn ổn định của các hạt nhân ngày càng giàu neutron (dòng nhỏ giọt neutron) để giữ lại các neutron vật lý khi chịu sự chi phối của lực hạt nhân tầm ngắn. Do đó, quá trình r phải xảy ra ở những nơi có mật độ neutron tự do cao. Nghiên cứu ban đầu đưa ra giả thuyết rằng 1024 neutron miễn phí mỗi cm³ sẽ được yêu cầu, đối với nhiệt độ khoảng 1GK, để phù hợp với các điểm chờ đợi, mà ở đó không có nhiều neutron có thể được chụp, với số nguyên tử của các đỉnh núi phong phú cho hạt nhân quá trình r. Con số này lên tới gần một gram neutron tự do trong mỗi centimet khối, một con số đáng kinh ngạc đòi hỏi các vị trí cực đoan.  Theo truyền thống, điều này cho thấy vật liệu được đẩy ra từ lõi được xử lý lại của siêu tân tinh sụp đổ lõi, như là một phần của quá trình tổng hợp hạt nhân siêu tân tinh, hoặc giải nén vật chất sao neutron bị ném ra bởi sự hợp nhất của sao neutron đôi. Sự đóng góp tương đối của các nguồn này vào sự phong phú về vật lý thiên văn của các nguyên tố quá trình r là một vấn đề đang được nghiên cứu.
Một quá trình r giống như loạt hạn chế về chụp neutron xảy ra đến một mức độ nhỏ trong vũ khí nhiệt hạch nổ. Những điều này dẫn đến việc phát hiện ra các nguyên tố einsteini (nguyên tố 99) và fermi (nguyên tố 100) trong bụi phóng xạ vũ khí hạt nhân.
Quá trình r tương phản với quá trình s, cơ chế chiếm ưu thế khác để sản xuất các nguyên tố nặng, đó là sự tổng hợp hạt nhân bằng phương pháp bắt chậm neutron. Các quá trình s chủ yếu xảy ra trong phạm vi sao bình thường, đặc biệt là sao AGB, nơi mà các thông lượng neutron là đủ để gây ảnh chụp neutron để tái diễn mỗi 10-100 năm, quá chậm cho quá trình r, đòi hỏi 100 lần bắt mỗi giây. Quá trình s là thứ yếu, nghĩa là nó đòi hỏi các đồng vị nặng có sẵn như là hạt nhân hạt giống để được chuyển đổi thành các hạt nhân nặng khác bằng một chuỗi chậm bắt giữ các neutron tự do. Các kịch bản quá trình r tạo ra hạt nhân hạt giống của riêng chúng, vì vậy chúng có thể tiến hành trong các ngôi sao lớn không chứa hạt nhân nặng. Được kết hợp với nhau, quá trình r và s là lý do của sự tạo thành gần như toàn bộ sự phong phú của các nguyên tố hóa học nặng hơn sắt. Thách thức lịch sử là xác định vị trí cài đặt vật lý phù hợp với thang thời gian của họ.